# Перша українська гімалайська експедиція

Перша українська гімалайська експедиція «Манаслу-91» — експедиція на вершину Манаслу у 1991 році, уперше в історії світового альпінізму здійснили в альпійському стилі траверс всього масиву Манаслу і 6 травня 1991 року підняли на вершину (8163 м) національний прапор України. Це було завершальне висотне сходження українських альпіністів, як горосходжувачів України в складі СРСР.

## Підготовка
На Ельбруській медико-біологічній станції в 1990—91 роках проводився відбір та підготовка учасників Першої української гімалайської експедиції. Павло Білошицький передав національний прапор України, який уже побував на Монблані та Ельбрусі, в руки одного з найсильніших альпіністів, старшому тренерові збірної команди України Сергію Бершову — як естафету.

## Хронологія сходження
У 1991 році учасники першої української гімалайської експедиції І.Свергун, В.Пастух та А.Макаров першими у світі здійснюють траверс масиву Манаслу (8163 м). Це було завершальне висотне сходження українських альпіністів, як горосходжувачів України в складі СРСР. Основна мета, підйом на вершину, не був здійснений через значне погіршення погоди.

## Склад експедиції
- Шуміхін Володимир Сергійович — керівник експедиції
- Бершов Сергій Ігорович — головний тренер експедиції, м. Харків
- Грищенко Віктор Іванович — організатор експедиції
- Свергун Ігор Миколайович — альпініст
- Пастух Віктор Іванович — альпініст
- Олексій Макаров — альпініст

### Знімальна група
- Андрій Фещенко — режисер
- Кулик Зіновій Володимирович — продюсер
- Олександр Пелех — інженер обладнання
- Запорожченко Віталій Дмитрович — оператор
- Копейка Геннадій Васильович — висотний оператор